# Große Synagoge von Bagdad

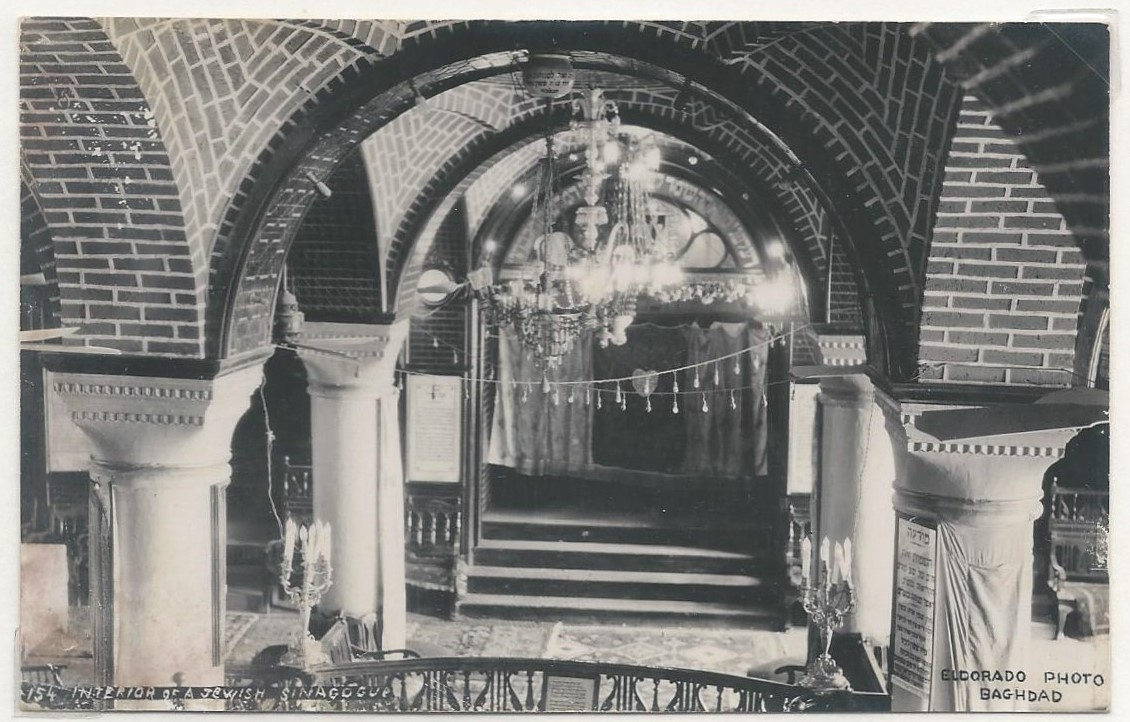
Große Synagoge auf einem Foto im Kulturerbezentrum Babylon des Judentums

Die Synagoge Schaf ve’Jativ, oder auch bekannt als die Große Synagoge von Bagdad (hebräisch בית הכנסת שף ויתיב, arabisch كنيس بغداد العظيم) ist eine ehemalige Synagoge des orthodoxen Judentums, die sich in der irakischen Hauptstadt Bagdad befindet.